# Луценко, Владимир Владимирович
Владимир Владимирович Луценко (17 февраля 1972) — украинский футболист, полузащитник.

## Игровая карьера
Начинал играть в 1997 году в хмельницком «Подолье». В 1999 году украинский тренер Владимир Стрижевский, ранее работавший в хмельницкой команде, возглавил петропавловский «Аксесс-Есиль» и пригласил Луценко в Казахстан. В том же году с этой командой украинцы завоевали серебряные медали чемпионата. В следующем году футболист вернулся в «Подолье», а затем транзитом через «Винницу» перебрался в «Волынь». В первом сезоне с Луценко лучане были девятыми в первой лиге, а в следующем уверенно выиграли турнир.
7 июля 2002 года в игре против «Днепра» состоялся дебют Владимира в высшей лиге, а всего в высшем дивизионе Украины Луценко провёл 8 матчей. С 2003 года играл в командах низших дивизионов: «Борэкс-Борисфен», «Николаев», «Десна», «Химик (Красноперекопск)», «Кристалл» (Херсон).